# Cala en Baster
Cala en Baster està situada al nord-est de l'illa de Formentera. A l'ancorada longitudinal de Tramuntana. Tancada per les puntes Prima i de Sa Creu.
És una cala rocosa amb forma de "u" rodejada de penya-segats i no té vegetació; a l'entrada es pot fondejar;hi ha una profunditat d'uns 10 metres que a mesura que s'apropa a la costa va disminuint considerablement. S'hi troben també petits varadors de pescadors resguardats dels vents. Normalment són aigües tranquil·les.
També hi ha petites coves on es pot bussejar i trobar un fons marí amb molta biodiversitat. Aquesta cala només s'hi pot accedir a peu. Com a la majoria de les platges de Formentera, està permès practicar el nudisme, i no es pot accedir a la cala amb animals per motius d'higiene.
El referent més important formant una petita illa, del segment de costa que separa el Caló de Sant Agustí de cala en Baster, al vessant nord-nord-est de Formentera, és el penyal d'en Jaume.